# Vincenzo Carrese
Vincenzo Carrese est un photographe italien né à Castellammare di Stabia le 20 mars 1910 et mort à Milan le 18 octobre 1981, fondateur en 1937 de l'agence Publifoto (it), qui au fil des années a compté plus de 7 millions d'images. 

## Biographie
Vincenzo a dix ans quand son père Pietro devient le maire de Castellammare, où une rue centrale porte aujourd'hui son nom .
À 17 ans, Vincenzo décide de monter à Milan voir son oncle Ferdinando D'Ammora, déjà figure illustre du journalisme milanais,  directeur de La Domenica del Corriere, jusqu'à son décès en 1929
,.
D'Amora convainct son neveu de se lancer dans la photographie et le journalisme, plutôt visuel qu'écrit.
Grâce à cet oncle bienveillant, Carrese devient dès 1927 le représentant italien de l'American Wide World Photos, l'agence photographique du New York Times : l'échange de photos entre les deux pays commence alors et prend vigueur. En 1934, Carrese commence à collaborer avec le Corriere della Sera, qui utilise à l'époque des images de l'Istituto Luce. C'est qu'est fondé en 1939 l'agence qui prendra le nom de Publifoto en 1939, et avec laquelle travaillera aussi Tino Petrelli, Fedele Toscani, et bien d'autres
.
En 1943, les archives Publifoto sont touchées par les bombardements et détruites. Après la guerre, Carrese réussit à récupérer dans les décombres près de 10 000 négatifs et autant de clichés, pris sous le fascisme, et qu'il commença à cataloguer dans les années 1960, et enrichit ensuite de photos provenant des sources les plus diverses.
Son amitié avec le photographe Elio Luxardo, un fasciste de la 10e flottille du MAS que Carrese aida à sauver une fois capturé, reste floue
.
En peu de temps, il met en place une branche romaine, dirigée par son frère Carlo. Après la guerre, ils ouvrent des succursales à Turin, Naples, Palerme, et Gênes. Après une brève collaboration avec le Corriere della Sera, Carrese collabore activement avec L'Europeo, avec Il Giorno, fondé en 1956, et surtout avec l'Agenzia Nazionale Stampa Associata (ANSA) (il fonde la partie photographique de l'ANSA), tandis que Pubblifoto devient une des plus grandes agences européennes
.
Avec la mort d'Enrico Mattei en 1962, le quotidien Il Giorno met fin à son contrat avec Carrese.
Il meurt subitement dans la nuit du 18 au 19 octobre 1981.
La gestion de Pubblifoto est ensuite assurée par ses enfants, Ferdinando et Manuela, jusqu'à sa vente à Olivetti, comme un bien culturel[réf. souhaitée].